# 전동종피질
전동종피질 (proisocortex, pro-isocortex, 풋같은겉질, 전등피질, 전동피질)은 신피질에 속하는 영역에 있는 피질 영역의 두 가지 하위 유형 중 하나이다. 다른 하위 유형을 진성 동종피질 (true isocortex, 참같은겉질, 진등피질)이라고 한다. 전동종피질 영역은 진성 동종피질 영역과 주위부등겉질(periallocortex) 사이에 위치하는 전이 영역이다. 주위부등겉질은 "진정한" 부등겉질("true" allocortex)과 전동종피질 사이의 전이 영역이다. 전동종피질의 조직학적 구조는 또한 주어진 전동종피질 영역 경계가 주위 부등겉질의 어떤 하위 유형과 함께하는지에 따라 진성 동종피질과 주위옛겉질 (peripaleocortex, 주위고피질) 또는 주위원시겉질 (periarchicortex, 주위원시피질) 사이의 전이 영역이다.

## 같이 보기
- 새겉질
- 부등겉질